# 球子山燈塔
球子山燈塔，是一座位於台灣基隆市球子山的燈塔，興建於1956年，並於1991年後暫停使用。該燈塔塔身主體原為白色，後以國防色（綠色）為主。該燈塔是第一座由中華民國自行設計施工的燈塔。2018年4月交通部航港局完成球子山燈塔修復，外觀漆回原本白色。

## 燈塔結構與行政諸元

### 燈塔結構諸元
- 塔高：11.9公尺。
- 塔身塗色・構造：（原）為白色四方形混凝土燈塔，後改為綠色四方型鋼筋混凝土燈塔。（現）改回原白色四方形混凝土燈塔。
- 燈高：122.2公尺以高潮面至燈火中心計。
- 燈器：。
- 燈質（頻率）：白頓光每5秒閃1次。明3.0秒，暗2.0秒。
- 光力： 。
- 公稱光程：16.6浬。
- 明弧：明弧 137度-275度除有數處被港內外之野柳半島，白米甕山，基隆島等遮蔽外，皆見燈光。

### 燈塔行政諸元
- 管轄機關：燈塔原為中華民國財政部關務署管理，已於2013年1月1日轉交由中華民國交通部航港局管轄。
- 人員編制：否。
- 開放參觀與否：可，但暫停發光。

## 相片集

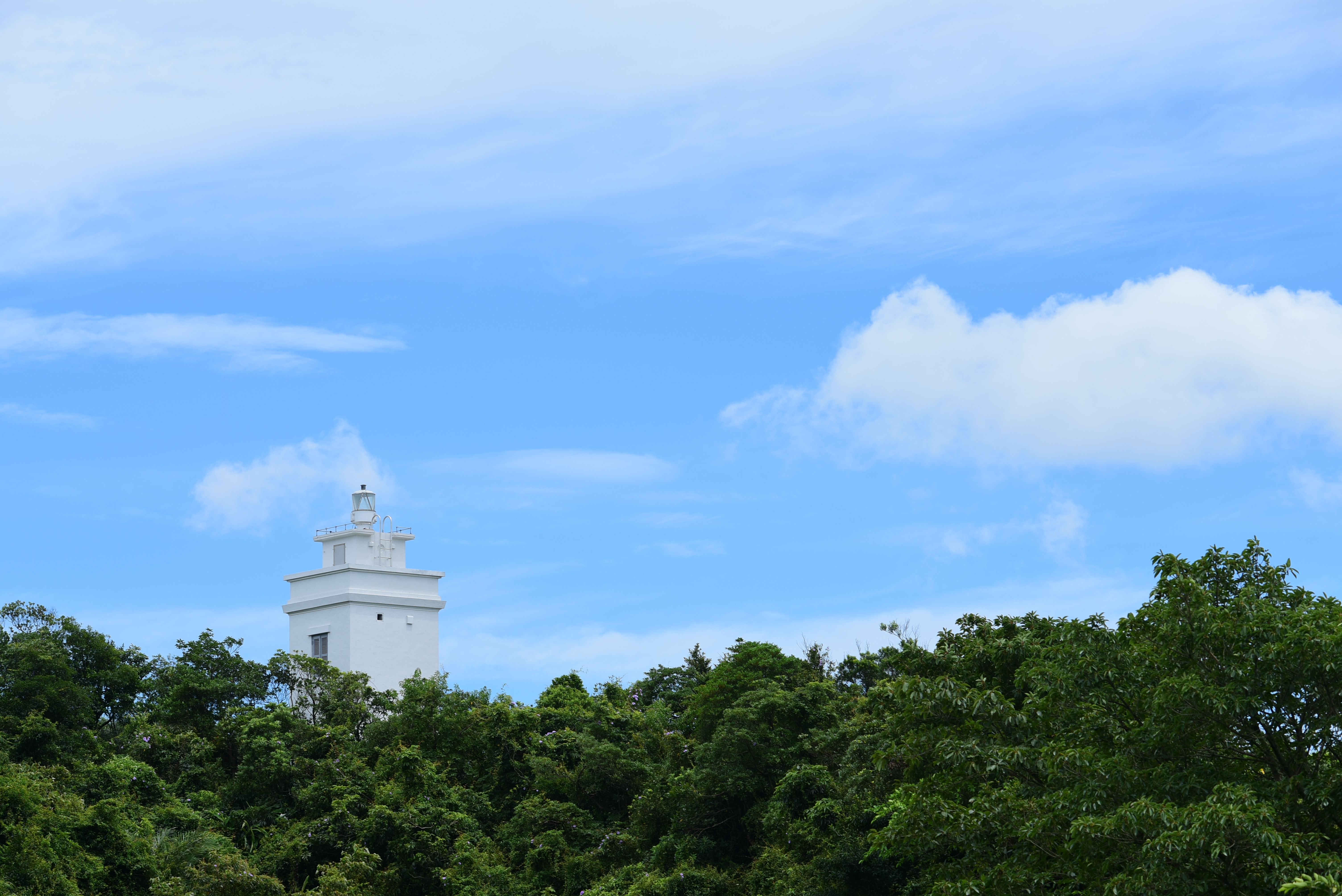
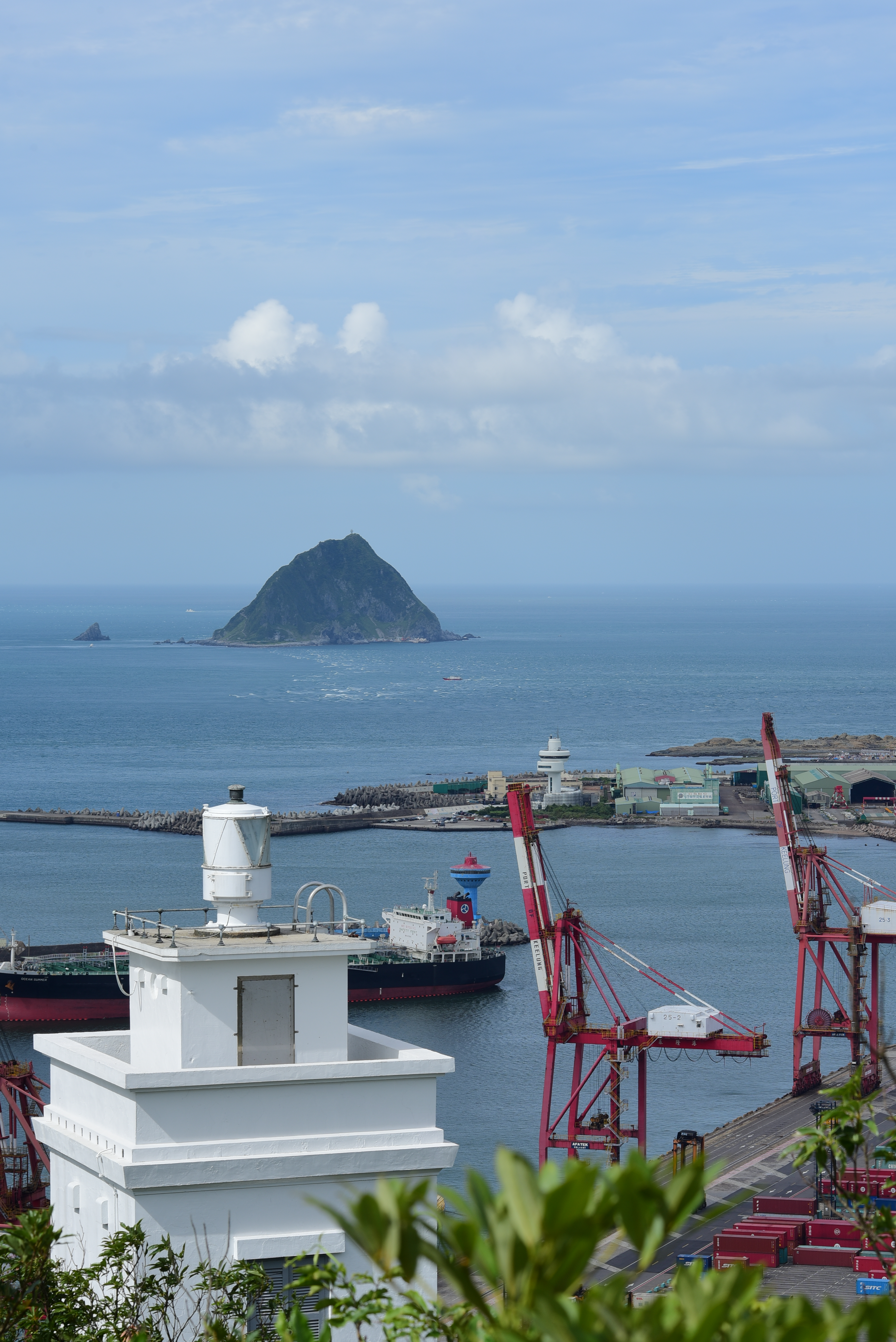
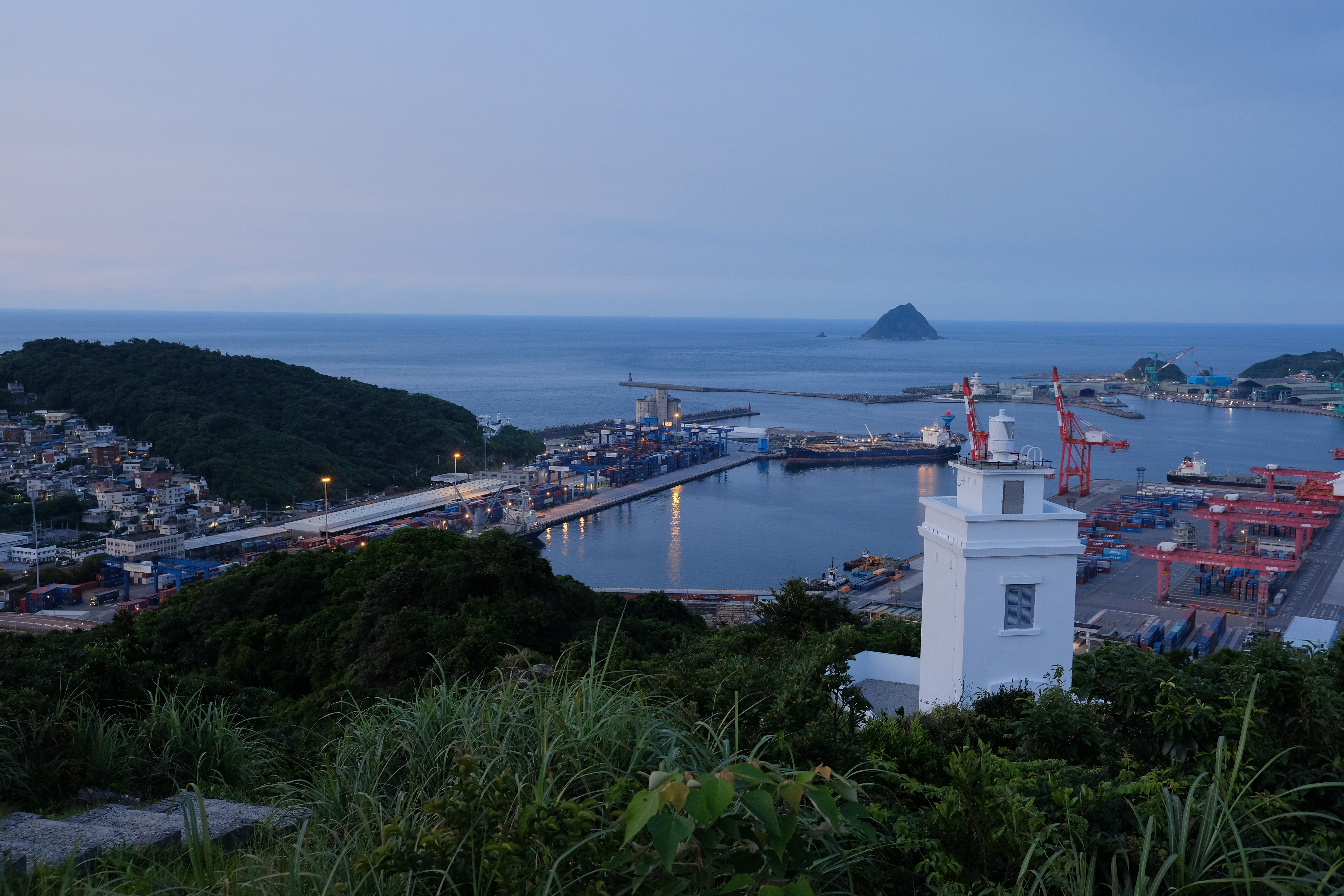
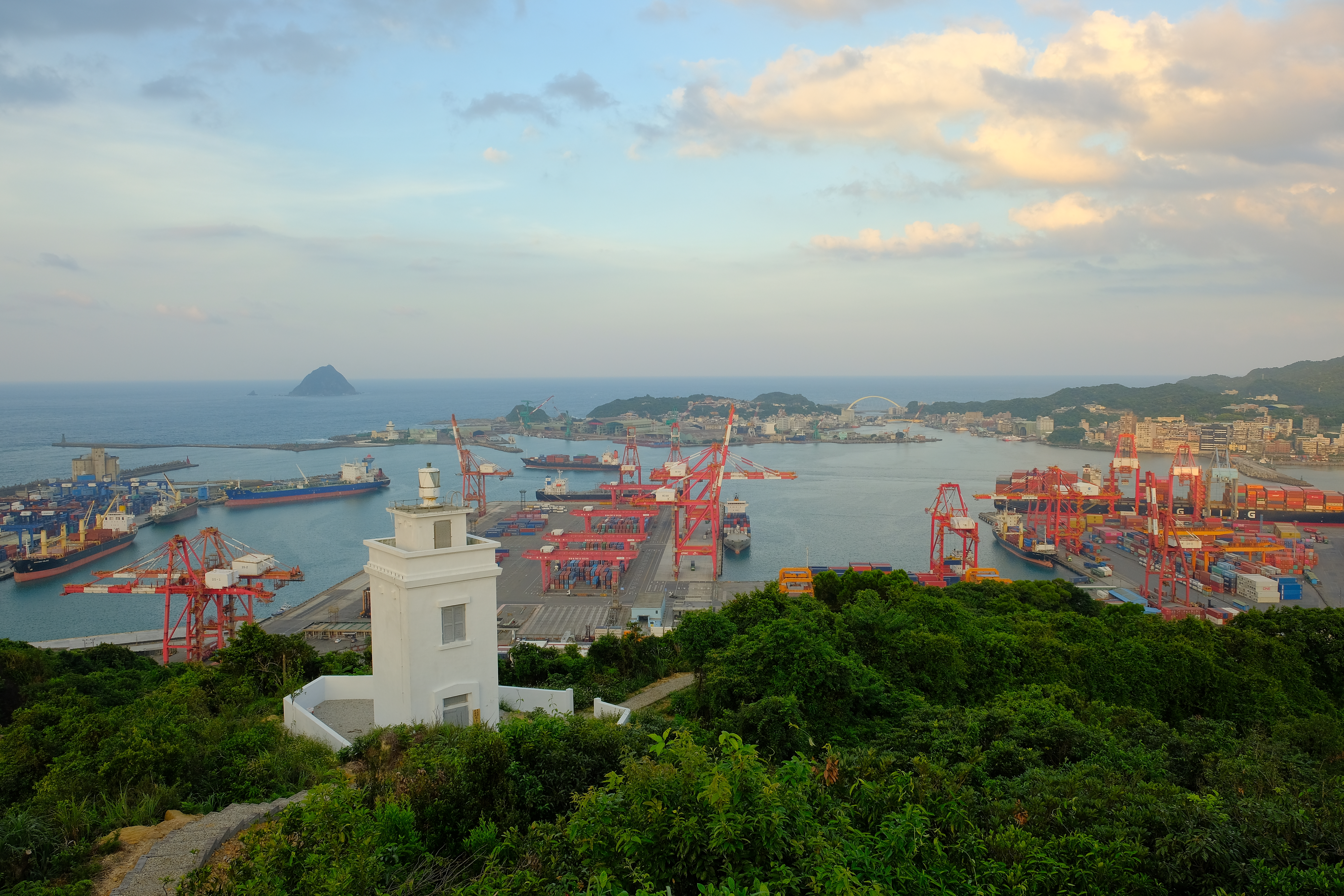
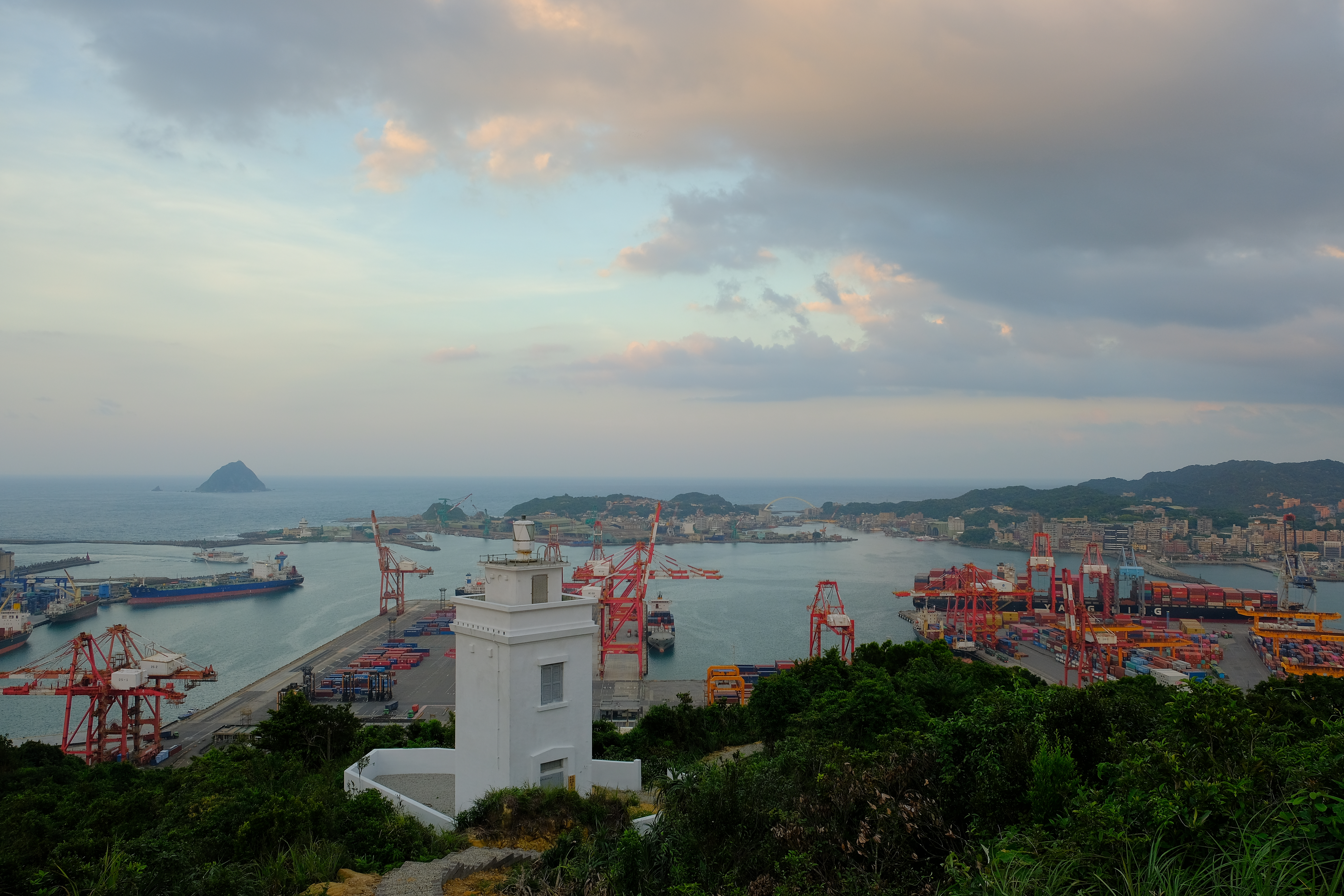
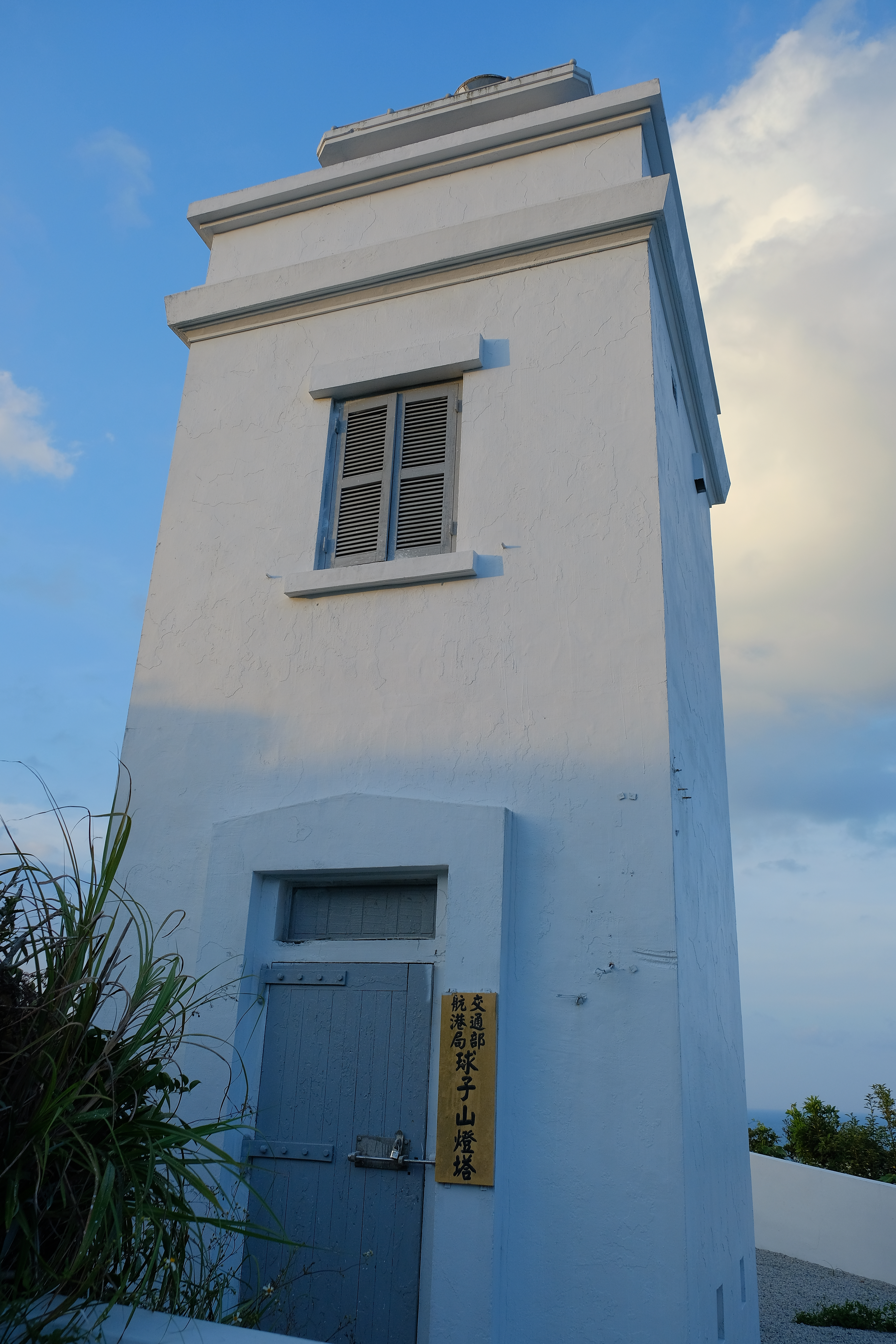

## 關連項目
- 臺灣地區燈塔列表
- 世界燈塔列表（英语：List of lighthouses and lightvessels）
- 日本燈塔50選

## 外部連結
- 球子山燈塔 交通部觀光局 （页面存档备份，存于）
- 球子山燈塔-交通部航港局 （页面存档备份，存于）
- Taine: 球子山燈塔（球子山假燈竿）初史略 （页面存档备份，存于）
- 基隆@球子山燈塔 Lion Travel Blog - 雄獅旅遊部落格 （页面存档备份，存于）